# Guarnições Militares da Suécia
Uma Guarnição Militar na Suécia - em sueco  Garnison - é uma organização guarda-chuva designando as unidades militares das Forças Armadas existentes na área de uma cidade.

Entre as guarnições mais conhecidas da Suécia, costumam ser destacadas:
- Guarnição Militar de Boden [3]
- Guarnição Militar de Eksjö [4]
- Guarnição Militar de Enköping
- Guarnição Militar de Estocolmo [5]
- Guarnição Militar de Gotemburgo [6]
- Guarnição Militar de Halmstad
- Guarnição Militar de Haninge
- Guarnição Militar de Karlsborg
- Guarnição Militar de Linköping-Malmen
- Guarnição Militar de Luleå
- Guarnição Militar de Skövde [7]
- Guarnição Militar de Umeå [8]
- Guarnição Militar de Uppsala
- Guarnição Militar de Örebro